# Carex simulata
Carex simulata là một loài thực vật có hoa trong họ Cói. Loài này được Mack. mô tả khoa học đầu tiên năm 1907 publ. 1908.

## Hình ảnh

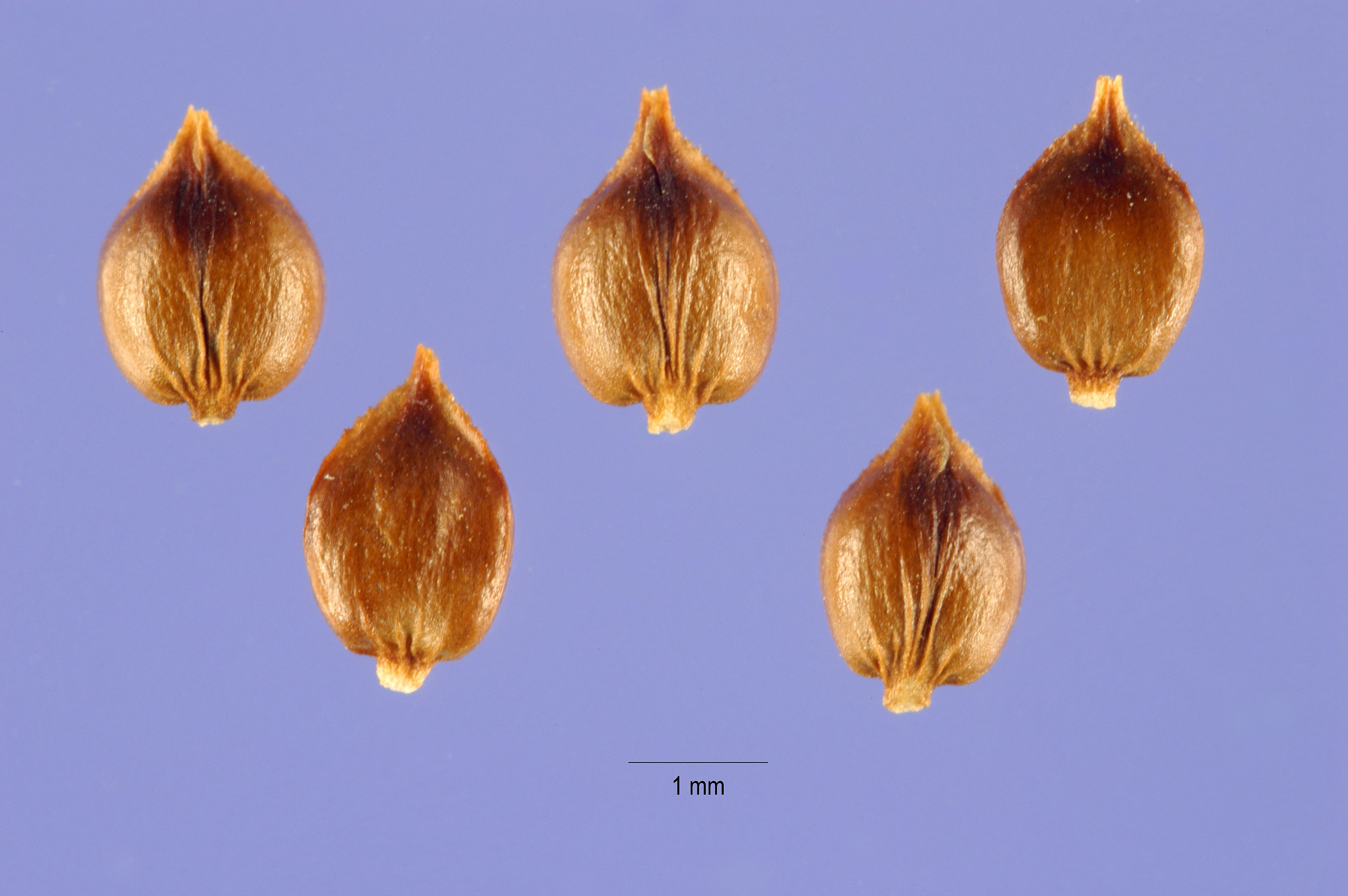